# Râul Larga, Prut (Cantemir)
Râul Larga este unul din cele două râuri omonime din Republica Moldova, acesta traversează în mare parte raionul Cantemir, după care se varsă pe teritoriul raionului Cahul, în râul Prut.